# KkStB 28 sorozat
A kkStB 28 egy szerkocsisgőzmozdony-sorozat volt a Császári és Királyi Osztrák Államvasutaknál ( k. k. österreiche Staatsbahnen. kkStB).
Az öt mozdonyt 1884-ben építette még az Arlbergbahn-nak a Krauss Münchenben. Az 1C tengelyelrendezésű mozdonyok  belsőkeretesek voltak külső vezérléssel.
A kkStB a mozdonyokat 901-905 pályaszámok alá sorolta, de 1891-ben ezt kkStB 28 sorozat 01-05-re változtatta. 1900-ban a 28.02, 04 és 05 új kazánt kaptak (lásd a táblázatot) és 1913-ban selejtezték őket.

## Fordítás
Ez a szócikk részben vagy egészben  a   kkStB 28 című német Wikipédia-szócikk fordításán alapul.  Az eredeti cikk szerkesztőit annak laptörténete sorolja fel. Ez a jelzés csupán a megfogalmazás eredetét és a szerzői jogokat jelzi, nem szolgál a cikkben szereplő információk forrásmegjelöléseként.